# ワイヤワールド

2つのダイオードをワイヤワールドで構成した例。上が順方向、下が逆方向に電圧がかかった状態に相当する。

ワイヤワールド（Wireworld）は、Brian Silverman が 1987年に発表したセル・オートマトンの一種。当初、Phantom Fish Tank というプログラムの一部として使用されていただけだったが、サイエンティフィック・アメリカン誌（日本では日経サイエンス）の "Computer Recreations" というコラムで紹介され、広く知られるようになった。ワイヤワールドは電子論理回路のシミュレーションに適しており、規則が非常に単純であることから、ワイヤワールド内で完全なコンピュータを構築することも可能である。

## 規則
ワイヤワールドのセルは以下の4種類の状態のいずれかである:
1. 空（黒）
2. 導体（黄色）
3. 電子の頭（青）
4. 電子の尾（赤）

3ステップを世代と呼ぶ。空のセルは常に空である。他のセルは以下のように変化する:
- 電子の頭 ⇒ 電子の尾
- 電子の尾 ⇒ 導体
- 導体 ⇒ 近傍セルのうち1または2セルが電子の頭であった場合、電子の頭に変化する。

このような単純な規則だけで論理回路を構築できるのである。

2つのクロックジェネレータとXORゲート